# Mycobacteroides
Genre
Mycobacteroides est un genre de Mycobactéries créé en 2018 à la suite de la révision du genre Mycobacterium par R.S. Gupta et al. Cette création a été reprise par une publication dans l'IJSEM, validant ainsi les nouveaux noms binomiaux.

## Liste d'espèces

### Selon laLPSN
Provisoirement surnommé « clade Abscessus Chelonae » par ses auteurs, ce nouveau taxon est le plus éloigné du nouveau genre Mycobacterium et se compose exclusivement d'espèces auparavant classées dans celui-ci :
- Mycobacteroides abscessus (Moore & Frerichs 1953) Gupta et al. 2018 comb. nov.
- Mycobacteroides chelonae (Bergey et al. 1923) Gupta et al. 2018 comb. nov.
- Mycobacteroides franklinii (Nogueira et al. 2015) Gupta et al. 2018 comb. nov.
- Mycobacteroides immunogenum (Wilson et al. 2001) Gupta et al. 2018 comb. nov.
- Mycobacteroides salmoniphilum (Whipps et al. 2007) Gupta et al. 2018 comb. nov.
- Mycobacteroides saopaulense (Nogueira et al. 2015) Gupta et al. 2018 comb. nov.

Ces nouveaux noms binomiaux sont des synonymes. Comme l'ont souligné plusieurs microbiologistes spécialistes, l'usage des anciens noms binomiaux (avec « Mycobacterium » à la place de « Mycobacteroides ») est toujours admis,.